# Викстрём, Томас
Томас Ви́кстрём (швед. Thomas Vikström; род. 21 января 1969 года) — шведский вокалист, выступавший в опере, мюзиклах и музыкальном театре, а также певший в многочисленных рок-группах. Он наиболее известен по работе с классиками дум-метала Candlemass и, начиная с середины 2007 года, Therion. В мае 2009 года Викстрём стал первым официальным вокалистом Therion (не считая Матти Кярки). Сын знаменитого в Швеции оперного певца Свена Эрика Викстрёма. Имеет троих детей: Линнею, Йоакима и Даниэллу. Линнея Викстрём наряду с Томасом принимала участие в записи альбомов Therion Sitra Ahra и Les Fleurs du Mal.

## Краткая биография

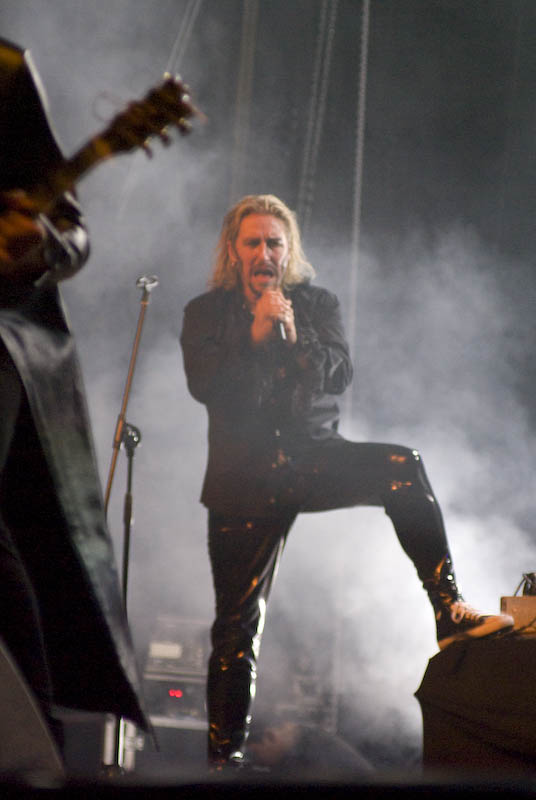
Томас на концерте Therion в Плоке (Польша) в 2008 году

В детстве увлекся рок-музыкой, группами Kiss, Alice Cooper и другими. Будучи юношей, собрал свою группу, которая распалась примерно в 1990-м году. Томас отправился в Стокгольмский оперный театр Folkoperan и устроился там работать (не имея за плечами опыта в академическом вокале). Первой его крупной ролью стал главный герой оперы The Barefoot Life, после чего он в 1991 году исполнил роль Гофмана в опере Оффенбаха «Сказки Гофмана».
Тем временем Викстрём записал с легендами дум-метала Candlemass альбом Chapter VI, которые искали нового певца после ухода прежнего, Мессии Марколина. Но сразу после записи Томас покинул группу, поскольку ему почти не заплатили за запись. В 1994 году он записал свой единственный сольный альбом If I Could Fly. Спустя два года Викстрём переехал в Мальмё на юге Швеции, чтобы сыграть застенчивого Дэйва Букатинского в комедийном мюзикле The Full Monty. Для этой роли ему пришлось набрать более 10 килограммов, а в финале — раздеться догола с пятью другими актёрами. Примерно в это время он стал брать уроки актёрского мастерства у известного шведского актера Стефана Саука. В 1997—1998 годах Томас исполнял роль Джона в дорогой постановке «Мисс Сайгон».
С конца 1990-х годов Томас становится одним из самых продуктивных сессионных вокалистов в скандинавском роке. Помимо записей он занимался работой в детском саду, музыкальной школе и даже на кондитерской фабрике, пел на церковных службах и похоронах. Однако начиная с 2000-х Викстрём занимается только музыкой. В 2004 году Томас сыграл злого и жестокого солдата Марийо в стокгольмском мюзикле о балканской войне No Man’s Land — Memories from Bosnia.

## Дополнительная информация
- Когда Томаса спросили, сколько в его голосе октав, он ответил: «Я могу петь в пределах четырех октав, но в какой песне такой диапазон можно использовать?»
- Играет на гитаре, флейте, клавишных и барабанах.
- Исполнял песни в шведских версиях таких мультфильмов, как «Чип и Дейл» и Винни-Пух.
- Увлекается рыбалкой, кино, хоккеем на льду и живописью.

## Роли в мюзиклах и операх
- Rock of Ages — Стейси Джекс
- Barefoot Life — Антон
- «Сказки Гофмана» — Гофман
- «Мисс Сайгон» (современная адаптация оперы Джакомо Пуччини «Мадам Баттерфляй») — Джон
- The Full Monty (основан на одноименной книге, на русском языке известной как «Мужской стриптиз») — Дэйв Букатинский
- No Man’s Land — Memories from Bosnia — Марийо

## Работа с рок музыкантами
- Talk of the Town — Talk Of The Town (1988)
- Candlemass — Chapter VI (1992)
- Candlemass — Sjunger Sigge Furst (EP, 1993)
- Thomas Vikström (сольный альбом) — If I Could Fly (1994)
- Brazen Abbot — Live and Learn (в трёх песнях, 1995)
- Brazen Abbot — Eye of the Storm (в двух песнях, 1996)
- Brazen Abbot — Bad Religion (в трёх песнях, 1997)
- Stormwind — Stargate (1998)
- Stormwind — Heaven Can Wait (1999)
- Stormwind — Resurrection (2000)
- Stormwind — Reflections (2001)
- Stormwind — Rising Symphony (2003)
- Stormwind — Legacy (Live) (2004)
- Dark Illusion — Beyond The Shadows (2005)
- Audiovision — The Calling (2005)
- Steel Seal — By the Power of Thunder (2006)
- 7 Days — The Weight Of The World (2006)
- Mehida — Blood & Water (2007)
- Covered Call — Money never sleeps (2009)
- Crash the System — The Crowning (в трёх песнях, 2009)
- Dark Illusion — Where the Eagles Fly (2009)
- Mehida — The Eminent Storm (2009)
- Therion — Sitra Ahra (2010)
- Therion — Les Fleurs du Mal (2012)
- Therion — Beloved Antichrist (2018)